# Silvânia
| Silvânia                      | Silvânia |
| ----------------------------- | --- |
|                               | |
| Wappen                        | Flagge |
| Wappen von Silvânia unbekannt | Flagge von Silvânia |
| Karten                        | |
|                               | |
| Basisdaten                    | |
| Staat:                        | Brasilien (BRA) |
| Bundesstaat:                  | Goiás (GO) |
| Mesoregion:                   | Süd-Goiás |
| Mikroregion:                  | Pires do Rio |
| Distanz zu Goiânia:           | 81 km |
| Geografische Lage:            | 16° 40′ S, 48° 36′ W |
| Angrenzende Gemeinden:        | Abadiânia, Alexânia, Luziânia, Orizona, Vianópolis, São Miguel do Passa Quatro, Bela Vista de Goiás, Caldazinha, Leopoldo de Bulhões, Gameleira de Goiás |
| Zeitzone:                     | UTC−3 Sommer: UTC−2 |
| Höhe:                         | 898 m ü. NN |
| Fläche:                       | 2.264,769 km² |
| Einwohner:                    | 19.096 |
| Bevölkerungsdichte:           | 8,4 Einwohner / km² |
| Telefonvorwahl:               | +55 62 |
| Postleitzahl (CEP):           | 75180-000 |
| Adresse der Stadtverwaltung:  | Praça Do Rosário, 440 Setor Centro |
| Offizielle Website:           | silvania.go.gov.br |
| Jahrestag:                    | 5. Oktober |
| Gemeindegründung:             | 1833 |
| Politik                       | |
| Bürgermeister:                | Gilda Alves de Oliveira Naves (PSDB), 2009–2012 |
| Vize-Bürgermeister:           | Geraldo Santana (PSDB), 2009–2012 |

Silvânia ist eine brasilianische politische Gemeinde und Kleinstadt im Bundesstaat Goiás in der Mesoregion Süd-Goiás und in der Mikroregion Pires do Rio. Sie liegt südwestlich der brasilianischen Hauptstadt Brasília und östlich von Goiânia, der Hauptstadt des Bundesstaates.

## Geographische Lage
Silvânia grenzt
- im Norden an Abadiânia und Alexânia
- im Osten an Luziânia
- im Süden an Orizona, Vianópolis
- im Südwesten an São Miguel do Passa Quatro und Bela Vista de Goiás
- im Westen an Caldazinha und Leopoldo de Bulhões
- im Nordwesten an Gameleira de Goiás

## Söhne und Töchter
- Abel Ribeiro Camelo (1902–1966), römisch-katholischer Geistlicher, Bischof von Goiás